# Vincenza Viganò Mombelli
Vincenza Viganò Mombelli (Napoli, 1760 – 1814) è stata una ballerina e librettista italiana ricordata soprattutto per il libretto della prima opera di Rossini Demetrio e Polibio.

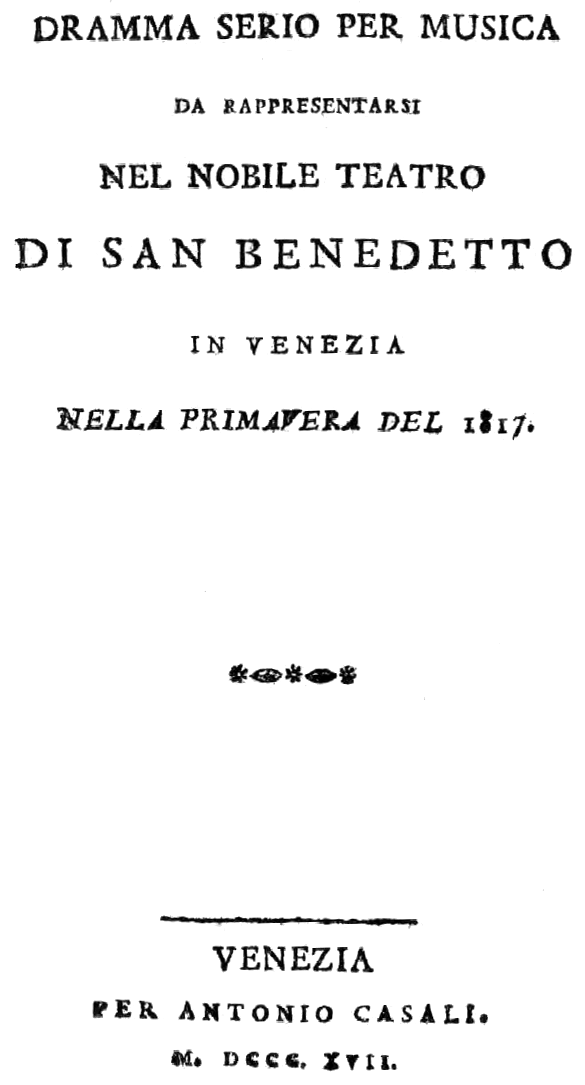
Il libretto di Demetrio e Polibio

Nata Vincenza Viganò, prese il secondo cognome avendo sposato il tenore Domenico Mombelli.

## Biografia
Vincenza, o Vincenzina, Viganò nacque nel 1760 a Napoli in una famiglia di artisti. Sia suo padre Onorato Viganò (1739-1811) che suo fratello Salvatore Viganò furono celebri come ballerini e coreografi. Sua madre, la ballerina Maria Ester Boccherini, era la sorella del compositore Luigi Boccherini. Nel 1791, danzando per la compagnia di Onorato Viganò a Venezia, Vincenza incontrò il tenore Domenico Mombelli da poco rimasto vedovo. Si sposarono quello stesso anno ed ebbero dodici figli, tre dei quali destinati a diventare importanti cantanti d'opera: Ester nata nel 1792, Anna nata nel 1795 e Alessandro, tenore come il padre, nato nel 1796. Vincenza Viganò continuò la carriera di ballerina ancora per qualche tempo dopo il matrimonio, calcando le scene del Teatro San Benedetto di Venezia fino a pochi mesi prima della nascita del suo quarto figlio, nel 1798.
Nonostante nel 1805 la residenza principale dei Mombelli fosse Bologna, la famiglia viaggiò dal 1806 al 1811 tra Lisbona vari teatri italiani con la propria compagnia d'opera, di cui facevano parte anche le figlie Ester e Anna e il basso Lodovico Olivieri.
Fu a Bologna che Vincenza e Domenico fecero la conoscenza del giovane Gioachino Rossini, ancora studente all'Accademia Filarmonica. Vincenza scrisse il libretto di Demetrio e Polibio, prima opera rossiniana. Fu presentato in anteprima in forma privata nel 1809, mentre ebbe la sua prima ufficiale il 18 maggio 1812 al Teatro Valle di Roma, con tre dei quattro ruoli cantati affidati a Domenico e alle loro figlie Ester e Anna.
Vincenza Viganò Mombelli morì nel 1814. È sepolta alla Certosa di Bologna, al cippo 257 del Loggiato delle Tombe.